# Francis Rodríguez
Francisco Javier Rodríguez Hernández (Tejina, Santa Cruz de Tenerife, España, 18 de diciembre de 1962) es un exfutbolista español que se desempeñaba como defensa.
Debutó en 1ª División el 11 de abril de 1982, en partido disputado en el Estadio de Castalia entre el C.D. Castellón y el Real Madrid C.F., ese día fueron varios los jugadores del Castilla con los que tuvo que contar el entrenador madridista Luis Molowny , debido a las bajas por una huelga de futbolistas.
Disputó 383 partidos en su carrera profesional, de ellos 164 los disputaría en 1ª División, anotando 26 goles de los cuales 6 los lograría también en 1ª División.
Con el  Real Madrid C.F. conseguiría 1 Liga (85/86), 1 Copa del Rey (81/82) y 1 Copa de la UEFA (85/86).
Disputó 3 partidos con la selección española sub-20 y 4 partidos con la selección española sub-21.

## Clubes
| Club                 | País   | Año       |
| -------------------- | ------ | --------- |
| Real Madrid Castilla | España | 1981-1984 |
| Real Madrid          | España | 1982-1984 |
| Real Valladolid      | España | 1984-1985 |
| Real Madrid          | España | 1985-1986 |
| R. C. D. Español     | España | 1986-1989 |
| C. D. Tenerife       | España | 1989-1992 |
| Atlético Marbella    | España | 1992-1995 |